# St. Johns (Saba)
St. Johns, St. John’s, Saint Johns, Saint John’s – wieś na wyspie Saba, w Holandii Karaibskiej. Liczy 223 mieszkańców (1 stycznia 2024). Jest najmniejszą miejscowością wyspy. Można tutaj znaleźć dużo tradycyjnych chałup cottage.

## Geografia
St. Johns leży  w południowej części wyspy. Przy dobrej pogodzie, z wioski można podziwiać m.in. brytyjską wyspę Montserrat.

## Nauka
Pomimo tego, że miejscowość jest najmniejsza na wyspie, znajdują się tutaj katolicka szkoła podstawowa Sacred Heart Primary School oraz założona w 1976 r. średnia szkoła Saba Comprehensive School. W obu szkołach językiem wykładowym jest angielski, natomiast język niderlandzki jest nauczany jako język obcy.